# Televisão Pública de Angola
Televisão Pública de Angola (français: Télévision Publique d'Angola) ou TPA est un groupe national angolais de télévision. Son siège social se situe dans la capitale angolaise, Luanda.

## Histoire du groupe
En 1962, l'Angola alors sous contrôle des autorités gouvernementales portugaises réalise des tests de diffusions d'images dès 1962 avec la Radio Club d'Huambo. Le 8 janvier 1964, la Radio Club de Benguela effectue d'autres test d'émission de télévision.
Le 27 juin 1973, le gouvernement portugais autorise l'exploration du service de télévisions. Ainsi la Radiotelevisão Portuguesa de Angola (Radio-Télévision portugaise d'Angola) voit le jour. Un projet de chaîne devant être émise sur le câble apparait également sous le nom de TVA.
Deux ans plus tard, le 18 octobre 1975, le signal de télévision nommé TPA est diffusé à Luanda.
Le 25 juin 1976, le gouvernement de la République populaire d'Angola, devenue indépendante sept mois plus tôt du Portugal, décrète la nationalisation du groupe qui devient la Televisão Popular de Angola.
Dans les années 1980, TPA émet progressivement dans les régions de Benguela (1979), de Huambo (1981), de Malanje et de N'Dalantando (1982) puis de Huila et Cabinda (1990). En 1983, la chaîne passe du noir et blanc aux couleurs.
En septembre 1997, le groupe est renommé Televisão Pública de Angola (Popular devenant Pública) à la suite du changement politique du pays en 1992, le pays devenant la République d'Angola. Pour autant, le contenu diffusé reste maîtrisé par le pouvoir : ainsi, lors de l'élection présidentielle de 2017, le gouvernement et le  MPLA (Mouvement populaire de libération de l'Angola, le parti au pouvoir)  ont bénéficié de 84 % du temps consacré à l'actualité politique. Pour le temps restant, l’Union nationale pour l'indépendance totale de l'Angola (Unita), premier parti d’opposition, a dû se contenter de 31 minutes et la coalition de partis d’opposition Casa-CE d’une vingtaine de minutes, sans compter pour ces deux ensembles , des probblèmes techniques qui ont perturbé les diffusions en direct.
Le Groupe créée en 2000 la seconde chaîne du pays TPA 2, la première s'appelant désormais TPA 1.
La chaîne internationale, TPA Internacional émet à partir du 24 juillet 2008 et est initialement disponible au Portugal dans le bouquet de télévision de la plateforme ZON TV. Elle est désormais disponible depuis d'autres satellites. Sa programmation provient des deux autres chaînes du groupe avec des talk-show, des journaux télévisés, des divertissements.

## Identité visuelle
Pour ses 36 ans d'existence, le groupe arbore en octobre 2011 un nouveau logo rouge en forme de cercle.

Ancien logo de TPA de mai 2002 à octobre 2011
Ancien logo de TPA de 18 octobre 2011 à 27 septembre 2021
Ancien logo de TPA de 28 septembre 2021 à 29 mai 2022
Logo de TPA depuis le 30 mai 2022